# Déshydroalanine
Pour les articles homonymes, voir DHA.
La déshydroalanine (DHA), ou acide 2-aminoacrylique, est un acide aminé inhabituel insaturé présent dans les peptides d'origine microbienne ainsi que dans certaines protéines alimentaires courantes telles que la caséine après traitement par la chaleur ou par des bases telles que l'hydroxyde de sodium NaOH, qui déshydratent les résidus de sérine.
La déshydroalanine réagit souvent sous l'effet de la chaleur avec des résidus de lysine pour former de la lysinoalanine (LAL), toxique pour les reins.
De nombreux peptides contenant des résidus de déshydroalanine sont des toxiques ou des antibiotiques et font partie des lantibiotiques (en) ou des microcystines.